# Sandy Mouche
Sandy Mouche (Сэ́нди Му́ш) — шведская инди-поп группа из городов Лунд, провинции Сконе, на юго-западе Швеции. Исполняют свои песни на английском и французском языках.

## Состав группы
- Хелена Юсефссон — вокал, клавишные, перкуссия[1]
- Мартин Юсефссон (также Martinique, Мартиник) — вокал, гитара, бас[2]
- Пер Блюмгрен — ударные и клавишные
- Ула Блюмгрен — гитара[3]

Бывшие участники:
- Danyal Taylan — бас-гитарист (до 2005 года)

## История
История группы началась осенью 2001 года на греческом острове Крит, где проводили отпуск Хелена Юсефссон со своим другом (с 2003 года — супругом) Мартином Нильсоном и их приятель Пер Блумгрен со своей подругой Ханной. В один из дней компания друзей обедала в ресторане на пляже. За столом Мартин дал послушать собравшимся записанную на мини-диск песню «A Year», после чего было решено организовать группу. Когда Хелена, Мартин и Пер оказались на пляже, то стали думать над названием коллектива. Сидя на полотенце, Пер зачерпнул горсть песка и сказал: «Sandy!», а Хелена обратила внимание на то, что у всех троих, Пера, Мартина и у неё самой на левой стороне лица были веснушки. Поэтому группу было решено назвать «Sandy Mouche» и исполнять песни на английском и французском языках.
Пер и Хелена были опытными музыкантами и около шести лет занимались музыкой. Мартин тоже занимался музыкой, но в другом стиле. Позже к группе присоединился и брат Пера, Ула Блумгрен.
Демоверсии песен для дебютного мини-альбома группы с одноимённым названием были записаны в спальне Пера Блумгрена и в студии вместе с Danyal Taylan, который играл на бас-гитаре с того дня и до 2004 года. Записанный мини-альбом был отправлен известному в Швеции продюсеру Кристоферу Лундквисту, который продюсировал Пера Гессле, Roxette и другие проекты. Лундквист высоко оценил дебютный альбом.
В 2004 году в студии Лундквиста «The Aerosol Grey Machine» в Сконе группа записала песню «C’est Pas Juste», которая стала первым синглом (промо) из альбома «White Lucky Dragon», вышедшего позже в этом же году на лейбле «Playground Music Scandinavia». Указанный альбом был выпущен на CD в Швеции и Японии. Лидер группы Roxette Пер Гессле включил песню «Cherry Pie» в список песен, которыми он вдохновлялся в тот год.
В 2006 году группа выпустила свой третий альбом …and poems for the unborn, тепло принятый критиками.
В 2013 году был выпущен альбом «Glory and Grace». Ударник и пианист группы Пер Блюмгрен построил студию в Тирупе, в пригороде Стаффансторпа. В этой студии группа работала над записью альбома. Данный альбом стал первым в творчестве группы, для которого песни писали все участники коллектива (до этого песни писали только Хелена и Мартин). Тот факт, что Хелена Юсефссон гастролировала с Roxette по всему миру, нашёл отражение в творчестве Sandy Mouche — так, песня «Centuries» о том, как Хелена была в ЮАР с Roxette; а песню «The Garden» она написала во время одного из перелётов между городами, в которых выступала.
В апреле 2018 года группа собралась вместе для участия в двух концертах проекта «Doldisar frontar», в котором участвовала Хелена Юсефссон и продюсер Sandy Mouche Кристофер Лундквист. В Мальмё и Кристианстаде группа в полном составе исполнила «Cherry Pie», «The Garden», «Le Mistral» и «Spiderweb Suit».
Группа должна была стать специальным гостем на сольном концерте Хелены Юсефссон в театре «Виктория» (Victoriateatern) в Мальмё в мае 2020 году, однако выступление было отменено из-за ограничений, вызванных пандемией COVID-19.
В марте 2022 года Мартин Юсефссон и шведский музыкант Юхан Тальнэс (швед. Johan Tallnäs) выпустили совместный сингл «Project 444». 27 июня 2023 года вышла новая версия сингла.

## Дискография
Сольную дискографию Хелены Юсефссон — см. одноимённую статью!

### Альбомы
- «Sandy Mouche» (23 апреля 2003) — EP
- «White Lucky Dragon» (20 сентября 2004) — в Швеции и Японии
- «…and poems for the unborn» (4 января 2006) — в Швеции, Бельгии и Австралии
- «Glory and Grace» (8 мая 2013) на лейбле Margit Music[13]

### Синглы
- «Cherry pie» (2003)
- «Une histoire» (22 августа 2005)
- «In the sand» (18 октября 2005)
- «Spiderweb suit» (24 декабря 2005), в 2006 году — цифровой релиз
- «Baby can’t stop» (2006) (цифровой релиз)
- «Hurt» (декабрь 2012)
- «Glory & Grace» (март 2013)
- «L'éléphant dans la chambre» (12 июня 2013)

### Видео
- «Cherry pie» (реж. Йохан Тольссон)
- «C’est pas» juste (реж. Пер и Ула Блюмгрен)
- «Papillon» (реж. Джеффри Рич)
- «Hurt» (реж. Ola Blomgren для Magpie Music)[14]
- «Glory & Grace» (реж. Ola Blomgren для Magpie Music)[15]
- «L´éléphant dans la chambre» (реж. Patrik Ljungman)[16]

## Музыка в кино
- «Spiderweb suit» в фильме «New York Waiting» (режиссёр Joachim Hedén, 2006 год).[17]
- «Hurt» в документальном фильме «MonaLisa Story» (режиссёр Jessica Nettelbladt, 2016 год).[18]

## Отзывы критиков
- Шведский музыкальный журнал «La Musik» (выпуск № 05 от 2003 года) называет группу «будущим шведской поп музыки»[19].